# (22644) Matejbel
(22644) Matejbel ist ein Asteroid des Hauptgürtels, der am 27. Juli 1998 von den Astronomen Petr Pravec und Ulrika Babiaková an der tschechischen Sternwarte Ondřejov (IAU-Code 557) entdeckt wurde.
Der Asteroid ist nach dem slowakischen Historiker, Theologen und Pädagogen Matej Bel (1684–1749) benannt, der die Bibel in die tschechische und böhmische Sprache übersetzte und von Kaiser Karl VI. geadelt und zum Geschichtsschreiber ernannt wurde. Die 1992 gegründete Universität von Banská Bystrica trägt seinen Namen.